# 胡定安
胡定安（1898年—1965年），原名赟，字定安，以字行，男，浙江吴兴人，中华民国医学家，曾任江苏医学院教授。